# Master Mixes
Master Mixes — мініальбом англійської групи Duran Duran, який був випущений 20 червня 1987 року.

## Композиції
1. American Science — 7:51
2. Vertigo (Do The Demolition) — 6:35
3. Skin Trade — 8:10
4. American Science — 7:33
5. Vertigo (Do the Demolition) — 6:07
6. Notoriousaurus Rex — 8:15

## Учасники запису
- Саймон Ле Бон — вокал
- Нік Роудс — клавішні
- Джон Тейлор — бас-гітара
- Роджер Тейлор — ударні
- Енді Тейлор — гітара